# John O. Pastore
John Orlando Pastore, född 17 mars 1907 i Providence, Rhode Island, död 15 juli 2000 i Cranston, Rhode Island, var en amerikansk demokratisk politiker. Han var guvernör i delstaten Rhode Island 1945–1950. Han representerade sedan Rhode Island i USA:s senat 1950–1976.
Pastore avlade 1931 juristexamen vid Northeastern University i Boston. Han inledde följande år sin karriär som advokat i Providence. Han var Rhode Islands viceguvernör 1944–1945.
Pastore efterträdde 1945 J. Howard McGrath som guvernör. Han fyllnadsvaldes 1950 till senaten och efterträddes som guvernör av John S. McKiernan. Senator Pastore omvaldes 1952, 1958, 1964 och 1970. Han kandiderade inte till omval i senatsvalet 1976. Han avgick några dagar före mandatperiodens slut och efterträddes som senator av John Chafee.
Pastore var av italiensk härkomst. Hans grav finns på Saint Anns Cemetery i Cranston.